# Gabriela Vránová
Gabriela Vránová (Vágújhely, 1939. július 27. – Prága, 2018. június 16.) cseh színésznő.

## Fontosabb filmjei
- Kde řeky mají slunce (1961)
- Apát keresünk (Hledá se táta) (1961)
- Tchyně (1963)
- Smrt za oponou (1964)
- Místenka bez návratu (1965)
- A bizánci aranykincs (Poklad byzantského kupce) (1967)
- Érdekházasságok (Sňatky z rozumu) (1968, tv-sorozat, három epizódban)
- Geneze a katastrofa (1974)
- Zeman őrnagy (Třicet případů majora Zemana) (1977, tv-sorozat, egy epizódban)
- Hogyan húzzuk ki a bálna zápfogát? (Jak vytrhnout velrybě stoličku) (1977, tv-film)
- Hop – a je tu lidoop (1978)
- Hogyan neveljük meg apát? (Jak dostat tatínka do polepšovny) (1978, tv-film)
- Vándormadarak (Tažní ptáci) (1983, tv-film)
- Mindenki tanköteles (My všichni školou povinní) (1984, tv-sorozat, 11 epizódban)
- Velká filmová loupež (1986)
- Čekání na Patrika (1988)
- Uf – Oni jsou tady (1988)
- Tvůj svět (1995, rövidfilm)
- Történetek a térről (Náměstíčko) (2004, tv-sorozat, három epizódban)
- Bastardi 2 (2011)
- Bastardi 3 (2012)